# Derek Raymond
Derek Raymond (de nombre original Robert William Arthur Cook) fue un escritor inglés (12 de junio de 1931 - 30 de julio de 1994) . Fue el fundador de la novela negra inglesa junto a Ted Lewis.

## Biografía

### De joven
Hijo mayor de un magnate textil, Cook residió sus primeros años en Baker Street (Londres) atormentando a muchas niñeras. En 1937, antes de la Segunda Guerra Mundial, la familia se retiró a las afueras de la ciudad, a una casa cercana al castillo Kentish. En 1944, a los 17 años, se trasladó a Eton, lugar que más tarde describió como un "semillero de sodomía" y "una excelente escuela de preparación para cualquier tipo de vicio". Durante el servicio militar obligatorio, Cook no pasó de soldado raso, especializado en limpiar letrinas. Después de un corto periodo trabajando para el negocio familiar, se dedicó a vender ropa interior en los grandes almacenes de Neath (País de Gales). Pasó la mayor parte de los años cincuenta en el extranjero. Estuvo viviendo en el Beat Hotel de París, codeándose con sus vecinos William Burroughs y Allen Ginsberg, y asistiendo a glamurosas y modernas boîtes, en la orilla izquierda, donde bailaba con jóvenes mujeres que imitaban el estilo de Juliette Greco. Más tarde se alojó en Lower East Side de Nueva York y estuvo casado con una rica heredera de Nueva Inglaterra. Este matrimonio duró sesenta y cinco días. Se reveló en contra de la falsedad de la clase alta en la que había nacido, y cuyos valores carecían de sentido para él. Se forjó su propio camino: "La delincuencia era el único cincel que yo podía utilizar". Cook se dedicó al contrabando de pinturas al óleo en Ámsterdam, y de coches deportivos de España a Gibraltar. Fue arrestado en una cárcel española por pontificar contra Francisco Franco en un bar.

### Libros y trabajos temporales
Cook volvió a Londres en 1960, donde muy pronto se hizo cargo de una empresa que protegía a Charlie Da Silva, un socio de Krays. Después de ser interrogado por la policía holandesa en relación con el robo de unas pinturas de Rubens, decidió dejar la vida criminal en favor de su profesión de escritor. Publicó bajo el nombre de Robin Cook su estudio sobre la caída deliberada " al infierno" de un hombre de entorno barrio bajero de Londres: The Crust on its Uppers (1962). Su publicación causó un gran escándalo. Los lexicógrafos lo útilizaron para el estudio del argot Cockney y la jerga de los ladrones. Las críticas contrapuestas y encendidas le hicieron escribir de manera profusa. Le desconcertó esta disparidad crítica, y comentó más tarde: " He mirado a la gente como Kingsley Amis, luchando por subir hasta la punta de la escalera mecánica, mientras yo tenía abajo toda la escalera mecánica para mí. " Mantuvo a su segunda esposa, Eugene, y al primer niño, Sebastien, combinando su nueva escritura con trabajos de encargo como autor pornográfico, y organizando timbas de póquer. A consecuencia de estas dos formas de conseguir dinero, Cook quiso irse de Inglaterra, pasando la mayor parte de los años sesenta en Italia. Se instaló en un pueblo de la Toscana que más tarde se declaró un estado independiente anarquista, y designó a Cook para dos cargos: Ministro de Asuntos Exteriores y Ministro de Finanzas.
Hacia finales de 1970, Cook se casó por tercera vez. Vivían con él, su esposa, Rose, un hijastro, Nicholas, y una hija pequeña, Zoe. Compró una casa en el Parque de Holanda, y trabajó como taxista. Sus libros no interesaron a ninguna editorial. Su tercer matrimonio transcurrió en medio del desorden, y perdió la casa de Londres. Cook se trasladó a Francia y compró una torre fortificada del siglo XV en Aveyron, al norte de Montpellier. Abandonó la escritura durante los años setenta, para trabajar como campesino. Su familia pronto volvió a disfrutar de una posición acomodada, pero hacia 1979 el matrimonio se rompió para siempre. Hacia los años 80, Cook se introdujo de nuevo en la literatura con una pequeña obra que fue publicada, pero solo en una traducción francesa. Volvió a Londres, se casó con su cuarta esposa, Fiona, y más tarde se divorció de nuevo. Trabajó como taxista durante el turno de noche y en él fue recopilando material para la primera de sus " novelas negras".

### Novelas Negras
Cook publicó He Died With His Eyes Open (Murió con los ojos abiertos, 1984) bajo el nombre de Derek Raymond. Adoptó el nuevo pseudónimo porque no quería ser confundido con el otro Robin Cook, autor del superventas Coma y de otras novelas. En Francia, sus libros siguieron siendo publicados por su nombre real, generando algunas confusiones con el novelista americano.
La serie "The Factory" , trata de procedimientos policíacos relatados por un protagonista sin nombre, un sargento del Departamento de Policía de Londres especializado en muertes inexplicable, también conocido como A14. A14 maneja asesinatos de los barrios bajos, en contraste con las investigaciones de homicidios llevadas a término por la División de élite de Scotland Yard. Es "con mucho la sucursal más impopular y evitada del servicio" (Murió con los ojos abiertos, pág. 6). Como conviene a su categoría de profesional humilde y la afiliación departamental, el detective es hosco, sarcástico, e insubordinado. Su primer caso en la serie es el asesinato de Carlos Locksley Alwin Staniland, un escritor en paro de cincuenta y un años de edad, de "buena familia", pero al parecer con poca suerte. El progreso en la investigación es casi nulo y "las mejores cabezas" del departamento dejan el suceso como un asunto trival. El siguiente diálogo pertenece a esta novela. 

–Hostia, eres tú –me saludó–. ¿Todavía estás resolviendo el caso de Staniland?
–¿Todavía? Si sólo llevo cuatro días.
–¿Cuatro días? Tendrías que haber encerrado al asesino en la mitad de tiempo. Como no te espabiles, también tendrás que trabajar los fines de semana .
–No seas cretino –le dije–. Si tú resolvieras tus casos tan rápidamente, querrían desnudarte para saber dónde llevas el microchip y descubrir cómo lo has conseguido.
–Bueno, ¿cómo lo llevas?
–Me faltan pruebas. Ya me conoces: lento, rápido, rápido, lento. No por nada me llaman señor Foxtrot. Además, por eso sigo siendo un mero sargento mientras que tú ya te estás preparando para cuando te hagan subjefe de la Brigada Antivicio. Lo único que puedo decirte es que cuando pase, asegúrate de que no te pillen mirando fotos obscenas durante las horas que debes a los contribuyentes.
–Eres el tío más cachondo que conozco, ¿sabes? –me dijo Bowman–. Tus chistes son aún mejores que los de un criminal. Ibid. p. 146

Los problemas sociales de las víctimas, conducen al detective a una identificación casi psicótica con los asesinados a quienes el héroe, despiadadamente venga. El detective encuentra los diarios grabados de Staniland. En ellos escucha a la víctima, reflexionar sobre lo que significa estar atrapado en el fracaso y la posibilidad de liberación de la muerte. Las cintas están grabadas en un lenguaje poético infectado por sensibilidades atormentadas.

DE, MURIÓ CON LOS OJOS ABIERTOS:

«Descuelga el encaje extravagante y frágil de la carne, separa el corazón de un solo corte, desenmascara el tejido debajo de la piel, desgozna las costillas, revela la columna, despega el largo vestido de musculatura de los huesos de los que cuelga tiesa. Una pausa para hervir el cuchillo y entonces, con una curva atrevida y sin embargo, astuta, húndelo en el cráneo ya trepanado, en el cerebro, a ver si consigues extraerle su arte. Pero tendrás las manos llenas de sangre a no ser que antes la transfieras a unas botellas ya preparadas, pues quizá consigas conservar todo el arte de los muertos, pero sólo en salmuera, un plato que te hará engordar por ti solo.
»¿Qué mejor cirujano que un gusano?
»¿Qué pasión más ardiente que un corazón bañado en formaldehido?
»La ceniza cae del cigarrillo del ayudante a la boca difunta. Habrán hecho las radiografías forenses necesarias de los huesos destrozados antes de devolver el muerto a la nevera dando un portazo, donde esperará hasta que llegue la orden del juez de instrucción de que procedan a enterrarlo.
»Los que se encargaron a poner fin a su misteriosa existencia huirán, o cómo mucho, después de alegar enajenación, serán condenados a unos años en libertad condicional.
Apagué el casete y me puse a pensar sin motivo aparente en un amigo que tuve una vez cuando era joven. Era escultor y frecuentaba un bar al que solía ir en Fulham Road. Tenía el estudio justo delante. Llevaba sandalias sin calcetines, hiciera el tiempo que hiciese, y siempre iba cubierto de una capa fina de polvo, que le daba un aspecto gris y se le metía por debajo de las uñas. Su pelo cano y liso le tapaba las orejas. Era comunista y le importaba un pepino quien lo supiera, aunque sólo lo reconocía si se lo preguntaban. Poca gente le daba la lata. Sus creencias comunistas eran un acto de fe, al más puro estilo cátaro. Aceptaba la doctrina incondicionalmente, como solían hacer los comunistas antes de que ganaran y todo se echara a perder. No obstante, tampoco le gustaba hablar de la política, teniendo en cuenta que había tantas otros temas de los que hablar. Siempre nos poníamos al lado de la barra, donde bebíamos cerveza y hablábamos de ellos. Casi nadie le dirigía la palabra, pero a él ya le iba bien. La mayoría no se tomaba la molestia porque era sordo como una tapia y tenía que leer los labios de los demás. Se había quedado sordo luchando por la República con la XII Brigada en la Guerra Civil Española. Había luchado en Madrid (defendiendo la Ciudad Universitaria), y más adelante se había ido a Huesca y Teruel con la XV Brigada. En Teruel, un proyectil había explotado demasiado cerca de donde estaba, destrozándole los tímpanos.

## Aclamación popular
La notoriedad de Cook culminó después de la publicación de 1990 del que se considera su mejor -y más repulsivo- trabajo: el torturado, redentor cuento de un masoquista asesino en serie, I was Dora Suarezes la cuarta novela de la "Factory series", la joven prostituta Dora Suarez es descuartizada. El asesino después rompe la cabeza de un amigo, un hombre viudo de 86 años. En la misma noche, una milla lejos en el centro de Londres, una escopeta golpea el cráneo de Felix Roatta, copropietario del cutre Club Paralelo. El detective se obsesiona con la joven mujer cuyo asesinato investiga.

## Discografía
- . Dora Suarez (1993)